# 물통이

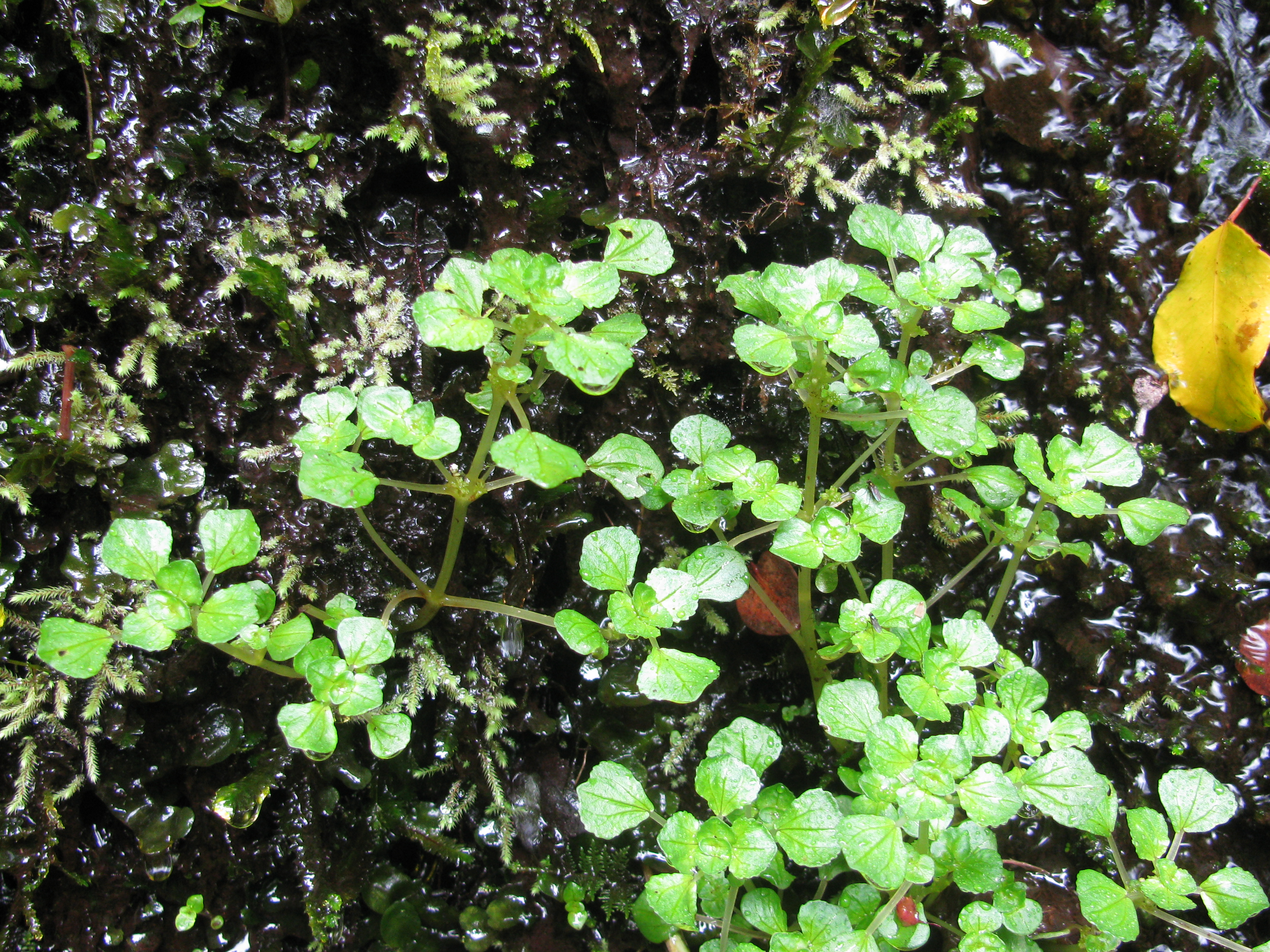

물통이는 장미목 쐐기풀과에 속하는 한해살이풀로서 그늘진 습지에서 자란다. 한국·일본·중국·자와섬 등지에 분포하며 높이 5~10cm이며 반 정도는 투명하다. 잎은 마주나고 둥글거나 난형이다. 잎 가장자리에 희미한 톱니가 있고 3맥과 더불어 앞면에는 옆으로 나열된 결정선이 있으며 뒷면에 선점(腺點)이 있다. 꽃은 7~8월에 피고 1가화이며 암꽃과 수꽃이 잎겨드랑이에 뭉쳐 달린다. 수꽃은 4개씩의 꽃
덮이조각과 수술이 있고 암꽃은 3개의 꽃덮이조각이 있다. 열매는 난형이며 연한 갈색이다.